# Джэксон (округ, Алабама)
Джэ́ксон (англ. Jackson County) — округ в США, штате Алабама. Официально образован в 1819 году. По состоянию на 2000 год, численность населения составляла 53 926 человек. Административный центр округа — Скотсборо.

## География
По данным Бюро переписи США, общая площадь округа равняется 2918 км², из которых 2794 км² суша и 124 км² или 4,26% это водоемы.

### Соседние округа
|         | Франклин (шт. Теннесси) |                     | Марион (шт. Теннесси) |  |
| Мадисон | север                   | Дейд (шт. Джорджия) |                       |  |
| Мадисон | Джэксон                 | Дейд (шт. Джорджия) |                       |  |
| Мадисон | юг                      | Дейд (шт. Джорджия) |                       |  |
| Маршалл |                         | Де-Калб             |                       |  |

## Демография
По данным переписи населения 2000 года в округе проживало 53 926 жителей, в составе 21 615 хозяйств и 15 822 семей. Плотность населения была 19 чел. на 1 квадратный километр. Насчитывалось 24 618 жилых домов. Расовый состав населения был 91,89% белых, 3,74% чёрных или афроамериканцев, и 2% представители двух или более рас. 1,13% населения являлись испаноязычными или латиноамериканцами.
Из 21 615 хозяйств 31,5% воспитывают детей возрастом до 18 лет, 59% супружеских пар живущих вместе, 10,5% женщин-одиночек, 26,8% не имели семей. 24,3% от общего количества живут самостоятельно, 10,5% — лица старше 65 лет, живущие в одиночку. В среднем на каждое хозяйство приходилось 2,47 человека, среднестатистический размер семьи составлял 2,92 человека.
Показатели по возрастным категориям в округе были следующие: 24,2% жители до 18 лет, 8,3% от 18 до 24 лет, 28,7% от 25 до 44 лет, 25,4% от 45 до 64 лет, и 13,4% старше 65 лет. Средний возраст составлял 38 лет. На каждых 100 женщин приходилось 95,1 мужчины. На каждых 100 женщин в возрасте 18 лет и старше приходилось 92 мужчины.